# Iqbal Theba

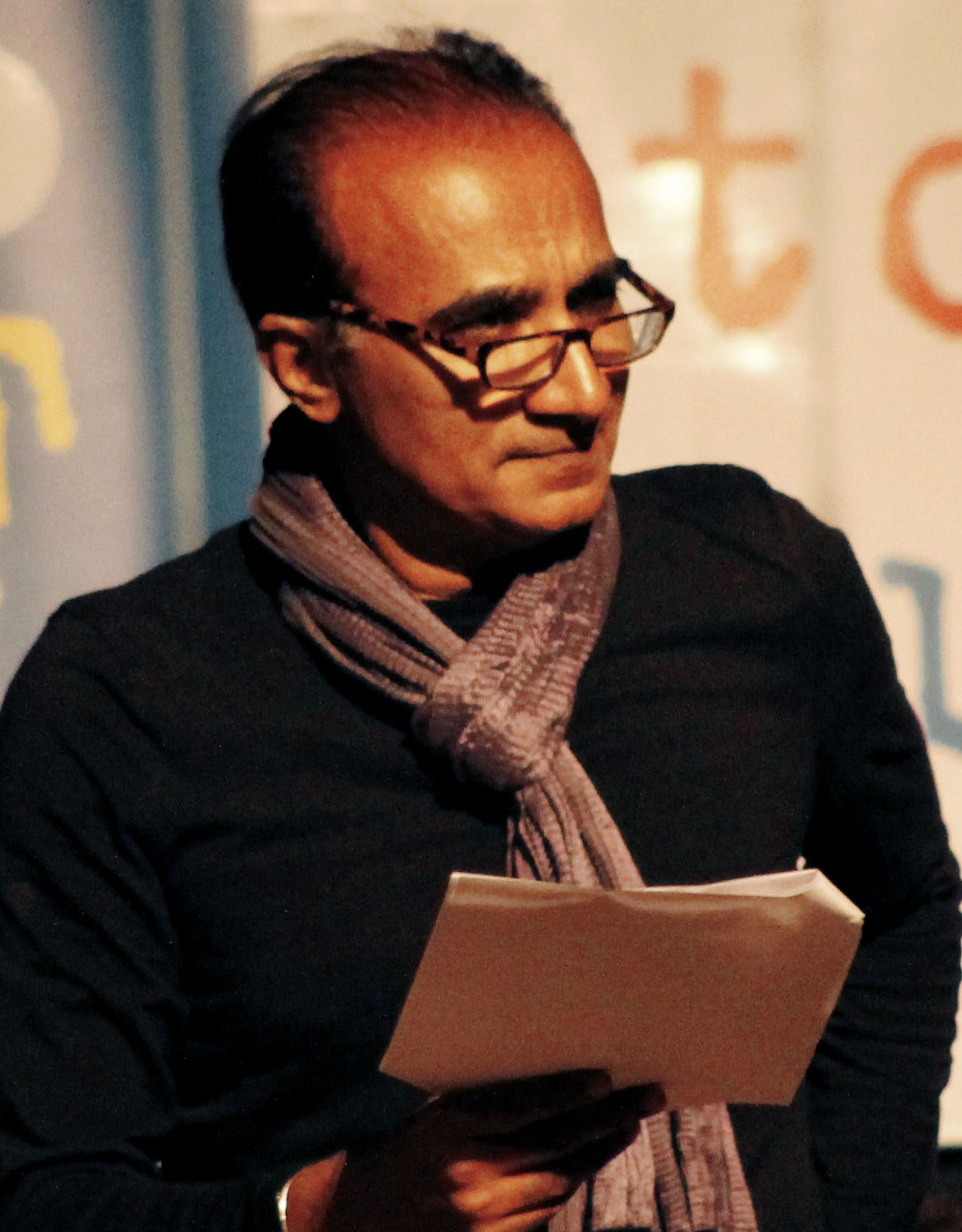
Iqbal Theba (2012)

Iqbal Theba (* 20. Dezember 1963 in Karatschi) ist ein pakistanisch-US-amerikanischer Schauspieler.

## Leben und Karriere
Iqbal Theba wuchs in seiner Heimatstadt Karatschi auf und kam durch ein Auslandsstudium an der University of Oklahoma in die USA. Während seines Studiums entdeckte er sein Interesse an der Schauspielerei und zog nach seinem Bachelor im Bereich Bauingenieurswesen nach New York, um sich dort als Schauspieler zu versuchen. Nachdem er in New York in einem Zeitraum von zwei Jahren kaum Arbeit gefunden hatte, zog er nach Hollywood, um es im Filmgeschäft zu versuchen. 1993 machte er mit einer kleinen Rolle als Schüler bei einem Einbürgerungstest in Ein unmoralisches Angebot sein Kinodebüt. Anschließend folgte eine lange Reihe zumeist kleinerer Rollen im Fernsehen. Wiederkehrende Rollen hatte er als Dr. Zagerby in vier Folgen von Emergency Room – Die Notaufnahme, als Zoohair Bhutto in drei Folgen von Alle unter einem Dach und als Iqbal in vier Folgen von Eine schrecklich nette Familie.
Seine wahrscheinlich bekannteste Rolle ist die des Schulleiters Figgins in der Fernsehserie Glee, die er von 2009 bis 2015 in insgesamt 58 Folgen spielte. Bei den Screen Actors Guild Awards erhielt das Ensemble von Glee im Jahr 2010 den Preis als Bestes Schauspielensemble in einer Comedyserie.

## Filmografie (Auswahl)
Kino
- 1993: Ein unmoralisches Angebot (Indecent Proposal)
- 1998: Die Sportskanonen (BASEketball)
- 1998: Jackpot – Krach in Atlantic City (Sour Grapes)*
- 2000: Dancing at the Blue Iguana
- 2006: Blind Dating
- 2007: Drachenläufer (The Kite Runner)
- 2011: Transformers 3
- 2012: Kiss the Coach (Playing for Keeps)
- 2015: The Escort – Sex Sells (The Escort)
- 2018: Green Book – Eine besondere Freundschaft (Green Book)
- 2019: The Illegal

Fernsehen
- 1993: L.A. Law – Staranwälte, Tricks, Prozesse (1 Folge)
- 1994–1995: The George Carlin Show (6 Folgen)
- 1995–1997: Eine schrecklich nette Familie (Married with Children; 4 Folgen)
- 1995–1997: Alle unter einem Dach (Family Matters; 3 Folgen)
- 1997–2001: Emergency Room – Die Notaufnahme (ER; 4 Folgen)
- 1998/2004: JAG – Im Auftrag der Ehre (2 Folgen)
- 2000: Allein unter Nachbarn (The Hughleys; 1 Folge)
- 2001: Für alle Fälle Amy (Judging Amy; 1 Folge)
- 2004: Die himmlische Joan (Joan of Arcadia; 1 Folge)
- 2005: Hot Properties – Gut gebaut und noch zu haben (1 Folge)
- 2007: Weeds – Kleine Deals unter Nachbarn (1 Folge)
- 2009: Two and a Half Men (1 Folge)
- 2009–2013: Community (3 Folgen)
- 2009–2015: Glee (58 Folgen)
- 2012: Navy CIS (1 Folge)
- 2015: The Brink – Die Welt am Abgrund (The Brink; 9 Folgen)
- 2016: School of Rock (1 Folge)
- 2017–2018: Voltron: Legendärer Verteidiger (Voltron: Legendary Defender; 9 Folgen)
- 2019: Bosch (1 Folge)
- 2020: Messiah (4 Folgen)